# Kasteel Rondenbos

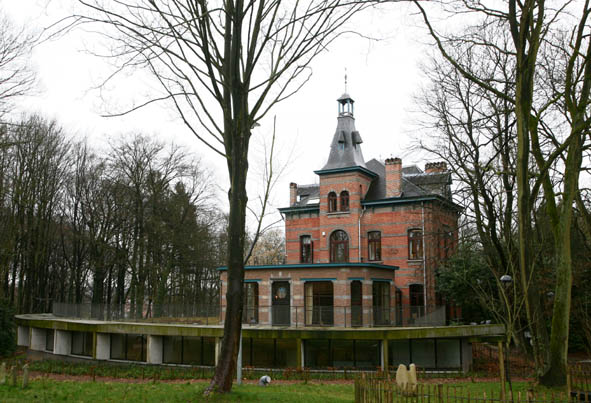
Kasteel Rondenbos

Het Kasteel Rondenbos (ook: Kasteel Bousquet) is een kasteel in de Vlaams-Brabantse plaats Beersel, gelegen aan de Alsembergsteenweg 1046.

## Geschiedenis
Het kasteel werd van 1903-1909 gebouwd in opdracht van houthandelaar Frans Bousquet. In 1912 werd het domein vergroot tot 7 ha door aankoop van het perseel van herberg De Keizer. In 1914 kwam op de plaats van deze herberg een portierswoning met stallen. In 1933 kwam het goed aan de familie Eloy en na 1939 was het onbewoond, maar namen Duitse en later Engelse soldaten er hun intrek. In 1946 werd het kasteel gebruikt door de KAJ. In 1973 werd het domein door de gemeente aangekocht en in 1974 werd het in gebruik genomen als gemeentehuis voor de gemeente Alsemberg. In 1993-1994 werd het pand vergroot en in 2002 werd nog een raadszaal toegevoegd.

## Gebouw
Het betreft een dubbelhuis in eclectische stijl waarbij het middenrisaliet uitgebouwd is als een torentje. Het geheel is gebouwd in baksteen met natuursteen toegepast voor speklagen, omlijstingen en hoekbanden. Het interieur is uitgevoerd in neo-Lodewijkstijlen. Vooral de trappenhal en enkele salons zijn rijk gedecoreerd.

## Domein
Aansluitend aan het kasteel is een wintertuin met daarin een marmeren fontein. De portierswoning met stallen toont twee haaks op elkaar staande barokke klokgevels met daartussen een poort. De stallen zijn later als kantoren in gebruik genomen maar de voederbakken bleven bewaard.